# Frank Aron Ragilo
Frank Aron Ragilo, né le 22 mars 2004 à Pärnu, est un coureur cycliste estonien. Il est membre de l'équipe Development dsm-firmenich PostNL.

## Biographie
En octobre 2019, Frank Aron Ragilo devient champion d'Estonie de cyclo-cross chez les moins de 17 ans. En 2020, il est sacré champion national du contre-la-montre dans cette catégorie. Il décroche ensuite un nouveau titre de champion d'Estonie dans le cyclo-cross en 2021, mais chez les juniors. La même année, il brille sur le Keizer der Juniores en terminant deuxième du contre-la-montre inaugural et sixième du classement général. Il finit par ailleurs deuxième de Menin-Kemmel-Menin, ou encore neuvième d'une compétition hongroise inscrite au calendrier de la Coupe des Nations Juniors. 
En 2022, il confirme ses aptitudes en remportant une étape puis le classement général du Tour de Haute-Autriche juniors. Il termine aussi troisième de la Guido Reybrouck Classic, cinquième de l'E3 Saxo Bank Classic, neuvième de la Course de la Paix juniors ou encore onzième de Paris-Roubaix juniors. Dans son pays natal, il est champion d'Estonie du contre-la-montre juniors. Il représente également l'Estonie aux championnats du monde juniors, où il se classe septième du contre-la-montre et huitième de la course en ligne. En fin de saison, il s'impose sur le championnat d'Estonie de cyclo-cross chez les élites, à seulement dix-huit ans,. 
Grâce à ses bonnes performances, il intègre la réserve de la formation World Tour dsm-firmenich PostNL en 2023. Il devient à cette occasion le premier cycliste estonien à rejoindre cette structure.

## Palmarès sur route
- 2019
  - 3e du championnat d'Estonie du contre-la-montre cadets
- 2020
  -  Champion d'Estonie du contre-la-montre cadets
- 2021
  - 2e du championnat d'Estonie sur route juniors
  - 2e de Menin-Kemmel-Menin
  - 3e du championnat d'Estonie du contre-la-montre juniors
- 2022
  -  Champion d'Estonie du contre-la-montre juniors
  - Tour de Haute-Autriche juniors :
    - Classement général
    - 2e étape

  - 3e de la Guido Reybrouck Classic
  - 7e du championnat du monde du contre-la-montre juniors
  - 8e du championnat du monde sur route juniors

## Palmarès en cyclo-cross
- 2018-2019
  - 3e du championnat d'Estonie de cyclo-cross cadets
- 2019-2020
  -  Champion d'Estonie de cyclo-cross cadets
- 2020-2021
  - 2e du championnat d'Estonie de cyclo-cross juniors
- 2021-2022
  -  Champion d'Estonie de cyclo-cross juniors
- 2021-2022
  -  Champion d'Estonie de cyclo-cross juniors
- 2022-2023
  -  Champion d'Estonie de cyclo-cross